# Robert Doisneau
Robert Doisneau, född 14 april 1912 i Gentilly i Val-de-Marne i Frankrike, död 1 april 1994 i Montrouge i Hauts-de-Seine, var en fransk fotograf som ofta räknas som en av världens främsta.[källa behövs]
Robert Doisneaus mest berömda bild är Le baiser de l'hôtel de ville, som visar ett par som kysser varandra framför Paris stadshus. Han blev berömd för sitt sätt att fotografera starka motiv och fånga starka känslor. Alla hans bilder är i svartvitt och de flesta är tagna i hans hemstad Paris.[källa behövs]

## Galleri

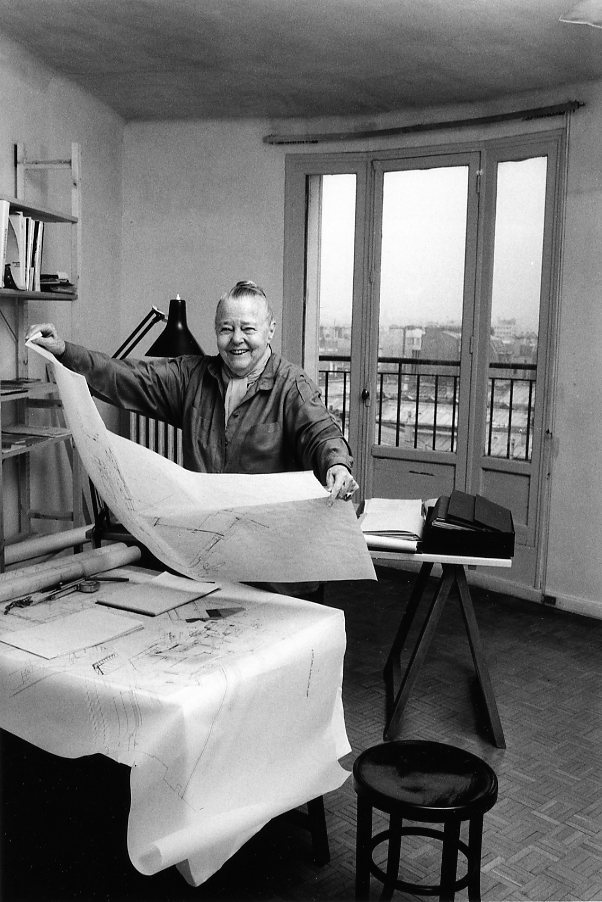
Foto av Charlotte Perriand, taget 1991 i Paris.
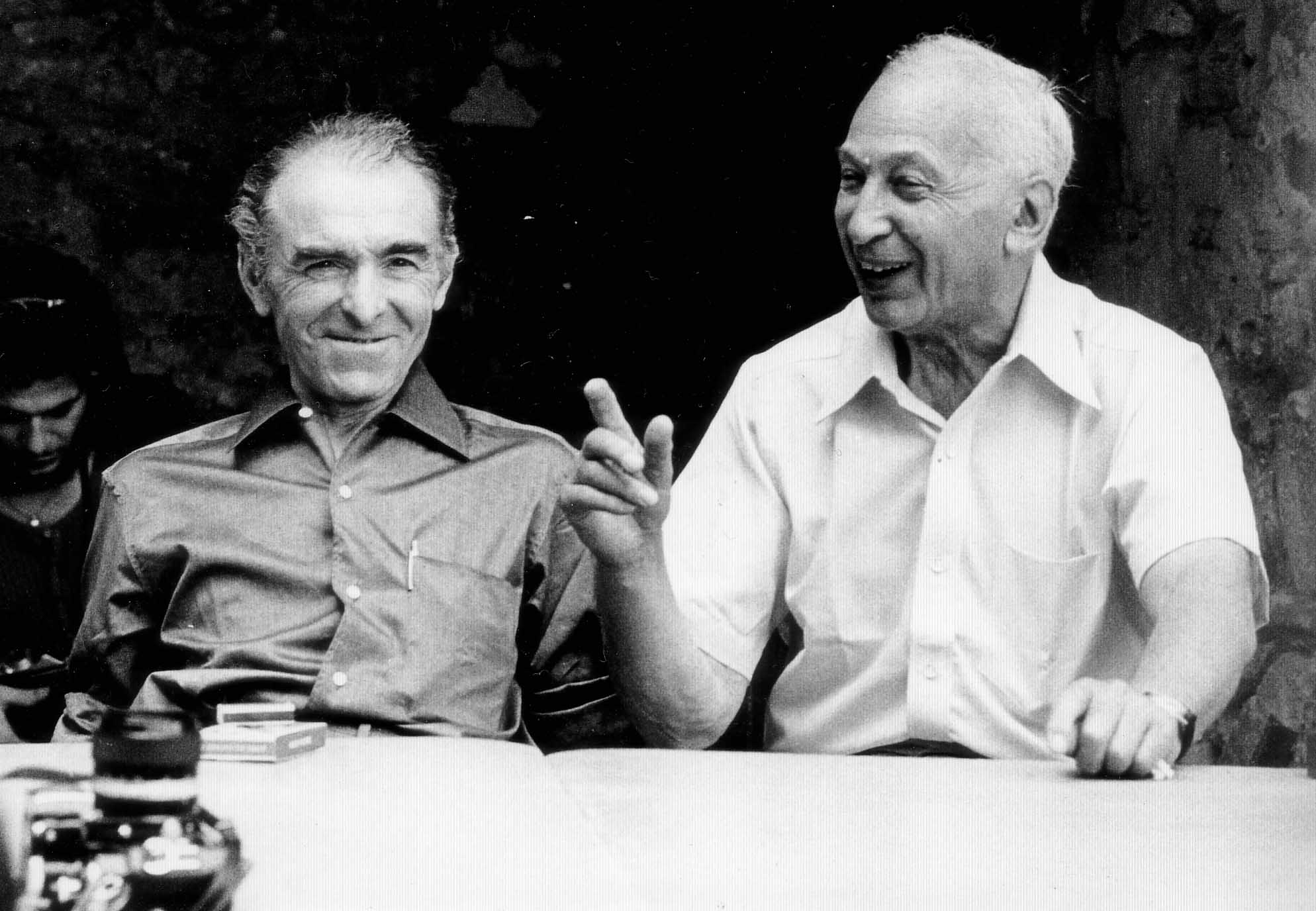
Robert Doisneau och André Kertész i Arles 1975.
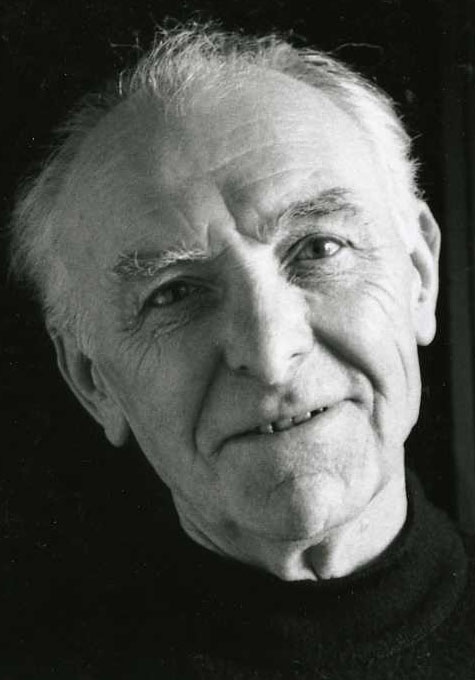
Robert Doisneau 1992.